# Isabella Klausnitzer
Isabella Klausnitzer (* 5. Juni 1957 in Wien) ist eine österreichische Journalistin.

## Leben
Isabella Klausnitzer studierte Anglistik und war als Stewardess bei der AUA beschäftigt.
Seit ungefähr 1992/93 hat Klausnitzer als Lifestyle- und Trend-Kolumnistin in der wöchentlichen erscheinenden „Freizeit“-Beilage der Tageszeitung Kurier eine mehrseitige Kolumne und präsentiert darin die Trends der neuesten Mode. Von Sommer 2006 bis 2013 hatte sie innerhalb der Montag bis Freitag ausgestrahlten Radio-Wien-Sendung Gut gelaunt in den Tag einen Sendeblock für „Mode-Tipps“ mit Isabella Klausnitzer. Ebenso schrieb sie ihre Modetrends mit Klausnitzer auch im Internet auf wien.orf.at.
Klausnitzer ist Geschäftsführerin der Beteiligungsgesellschaften DMC und RAFIS mit Sitz in Wien, und Stiftungsvorstand der Familienprivatstiftung RAFIS.

## Privat
Seit 1981 ist sie mit Intendant Rudi Klausnitzer verheiratet, mit dem sie zwei Kinder hat.